# Robert Andrzejuk
Robert Sebastian Andrzejuk (* 17. července 1975 Vratislav, Polsko) je bývalý polský sportovní šermíř, který se specializoval na šerm kordem. Polsko reprezentoval v devadesátých letech a v prvních letech nového tisíciletí. Na olympijských hrách startoval v roce 2008 a s polským družstvem kordistů vybojoval stříbrnou olympijskou medaili. S polským družstvem kordistů vybojoval titul mistra Evropy v roce 2005. V soutěži jednotlivců vybojoval třetí místo na mistrovství světa v roce 1997 a třetí místo na mistrovství Evropy v roce 2004.